# Goethe-Brunnen (Bad Berka)
Der Goethebrunnen – ursprünglich  nach dem Landesherren Carl-August-Brunnen und später, nach der mineralischen Zusammensetzung Stahlbrunnen genannt – ist eine mit Unterstützung von Johann Wolfgang von Goethe im Jahre 1813 errichtete Brunnenanlage im Kurort Bad Berka in Thüringen. Der Goethebrunnen ist eine der bekanntesten Sehenswürdigkeiten der Stadt  und ein Kulturdenkmal.

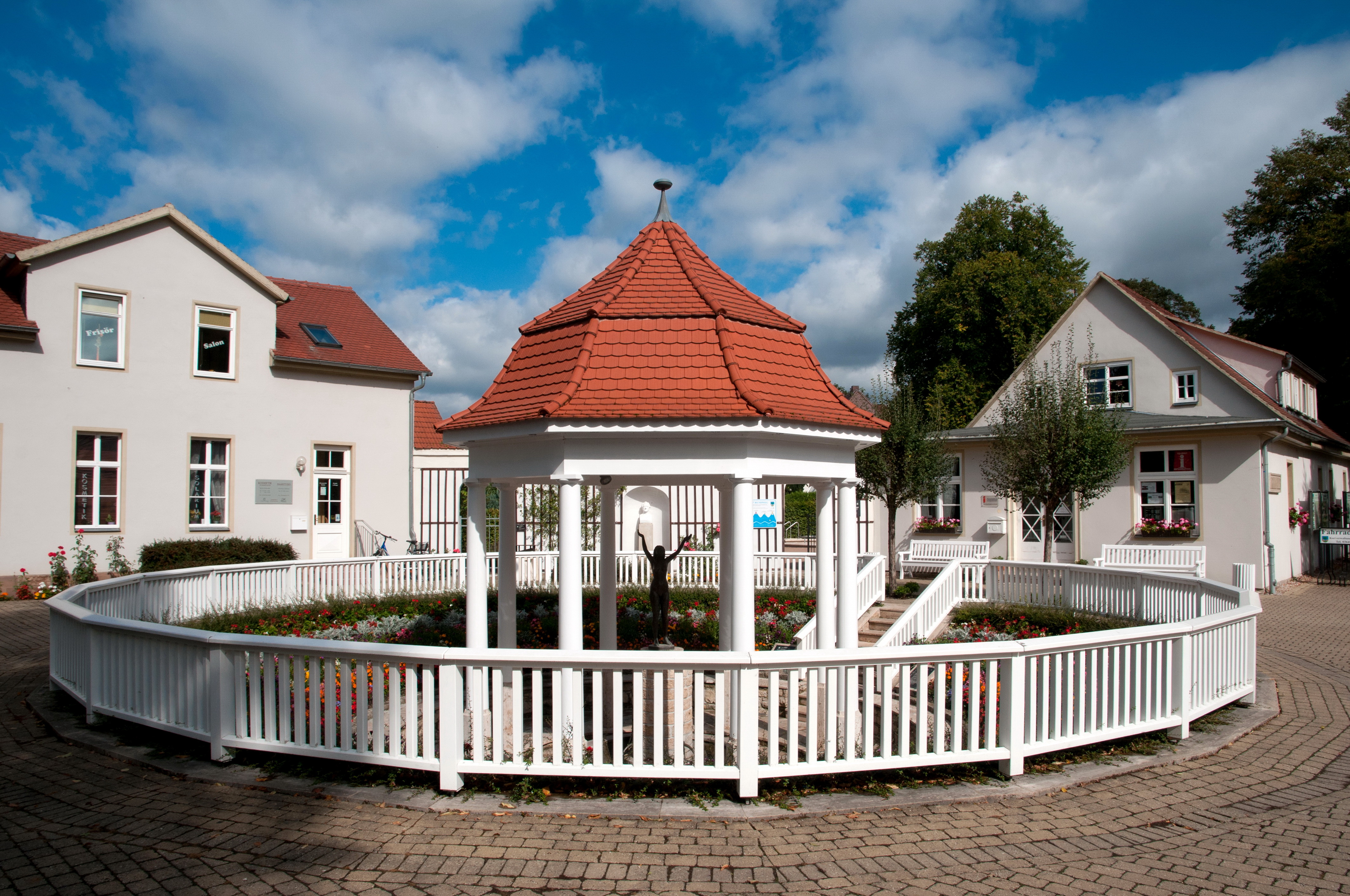
Goethebrunnen

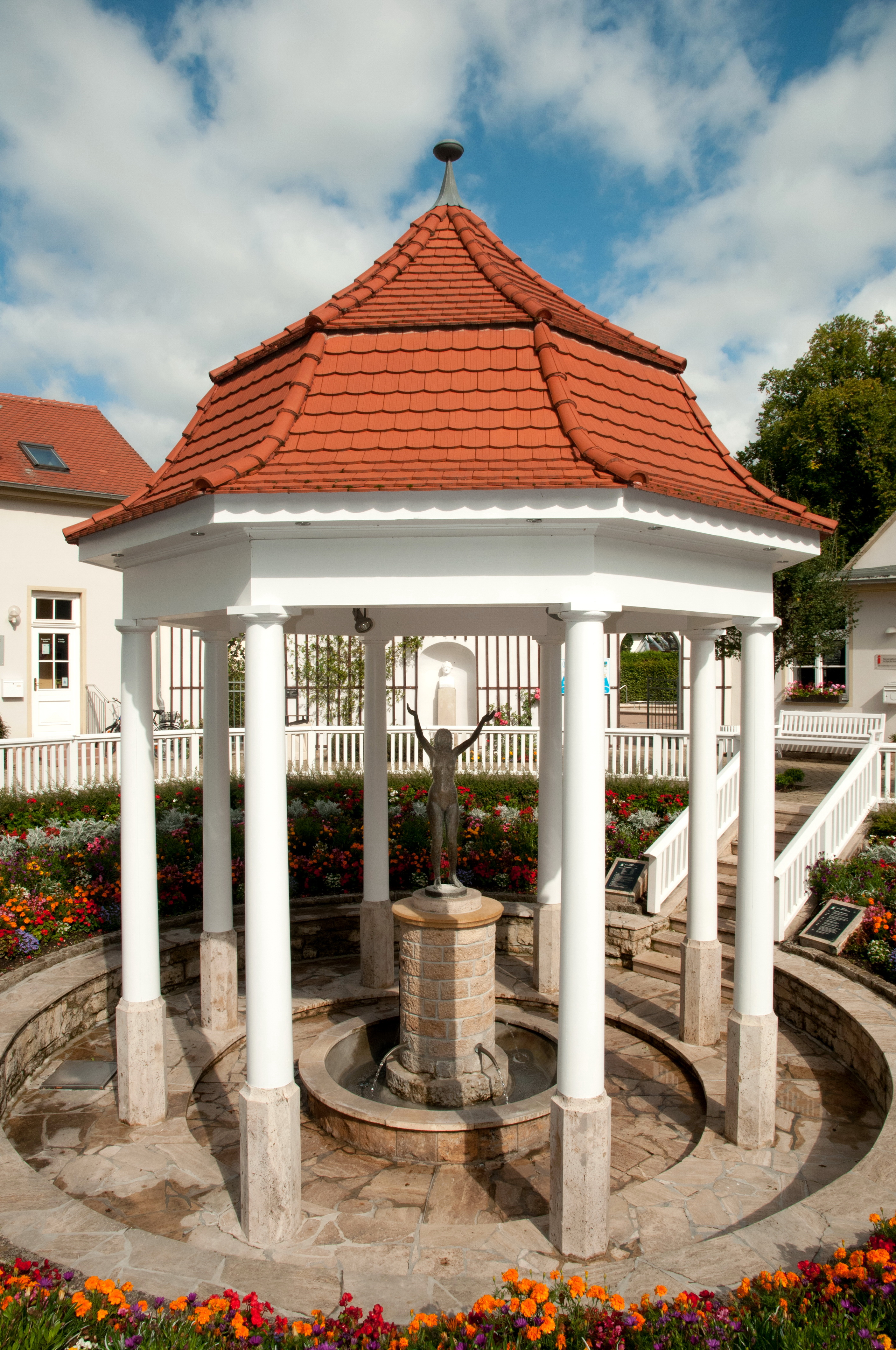
Goethebrunnen

Panoramaansicht mit Hotel

## Lage
Der Goethebrunnen befindet sich etwa 300 Meter östlich des Stadtzentrums am Beginn der Goetheallee, zugleich Eingang zum Goethepark. Nur wenige Meter sind es bis zum  rechten Ufer der Ilm.

## Geschichte
Die heilsame Wirkung der bei Berka vorhandenen Mineralquellen war bereits im 18. Jahrhundert in der Bevölkerung bekannt. Es ist aber dem Berkaer Pädagogen und Organisten Heinrich Friedrich Schütz zu verdanken, die entscheidenden Impulse zur Gründung einer Badeanstalt geliefert zu haben. Herzog Carl August, sein Staatsminister Goethe  und mit ihm die Weimarer Hofgesellschaft begrüßten die Pläne, in der Nähe der Residenzstadt Weimar ein landeseigenes Kurbad aufzubauen.
Nachdem der Herzog zunächst zwei Jenaer Professoren (Döbereiner und Kieser) mit einer Begutachtung der Heilquellen beauftragt hatte, war es Goethe, der am 22. November 1812 die skeptische Denkschrift Promemoria vorlegte und dem Projekt zunächst noch zögerlich im Wege stand. Goethe hegte darin bereits Bedenken über die Ergiebigkeit der Schwefel-Quelle, wollte aber auch der wirtschaftlichen Entwicklung des damals noch verarmten, von Stadtbränden und Hochwasserfluten oft heimgesuchten Städtchens Berka neue Impulse geben. Er willigte daher ein, die Genehmigung für den Aufbau zu erteilen.

### Eröffnung im Juni 1813
Zu einem denkbar ungünstigen Zeitpunkt, am 24. Juni 1813 wurde die Badeanstalt als Carl-August-Brunnen gegründet. Sie bot zunächst als Therapie ein schwefelhaltiges Heilwässer für Bäder und Trinkkuren an. Im Jahr 1813 besuchten 203, im Folgejahr 190 Kurgäste den Ort. Auch Goethe, inzwischen ein Mann in den 60er-Jahren besuchte das Bad, hierzu logierte er mit Frau im Edelhof der Stadt. Die Leitung der Anstalt übernahm der Badeinspektor Heinrich Friedrich Schütz.  Er fand bei seiner Arbeit viel Unterstützung durch Goethe. Als Brunnenarzt arbeitete Dietrich Georg von Kieser. 1835 baute man das Stahlbadehaus,  es ist heute Sitz der Touristinformation und der Kurverwaltung.

### Rückschläge
In der Nacht zum 26. April 1816 vernichtete ein Großbrand in der Stadt 86 Wohnhäuser, 40 Scheunen und 68 Ställe und Nebengebäude, fast zwei Drittel der Stadt waren zerstört.
Kurz nach der Katastrophe traf Goethe in der Stadt ein und konnte den Herzog zu einem großzügigen Wiederaufbauprogramm gewinnen, welches der gerade in Weimarer Diensten eingetretene Architekt Clemens Wenzeslaus Coudray als Oberbauleiter übernimmt. Das klassizistische Bauensemble umfasst den Bereich des Marktplatzes mit dem Rathaus, das Zeughaus, das Schützenhaus und einige Straßenzeilen in der Altstadt. Auch Goethe gibt bauliche Impulse: er verhilft der Stadt zu einem Kurpark. Mehr noch – am 24. Juni 1825 wurde mit einem prunkvollen Ball das Badegesellschaftshaus eröffnet. Nachdem die natürliche Schwefel-Heilquelle im Park 1840 versiegt war, stellte die Kurverwaltung den Badebetrieb auf die bereits bekannte Stahlquelle (weil eisenhaltige Mineralwasserquelle) um.

### Neue Kurangebote
Die Kurverwaltung Berka führt 1850 versuchsweise die Verabreichung von Fichten- und  Kiefernadelbäder ein, um 1870 kommen noch Molketrinkkuren und  Moorbäder hinzu. Zeitgleich  versuchte man neue Heilwässer durch Tiefbohrungen aufzufinden. Dies gelang 1877, doch die Bohrungen bewirkten bald eine (unerwünschte) Durchmischung der Tiefenwasserschichten, die neue Quelle wurde als kalziumsulfathaltiges Mineralwasser bestimmt.
Ab 1888 wurde auf dem Emskopf im Vorort München die Sophienheilstätte zur Behandlung von Lungenkrankheiten gegründet. Damit begann ein neues Kapitel in der Geschichte des Kurbetriebs in Bad Berka. Mit der Gründung der DDR war 1949 eine Umbenennung des Brunnens in Goethe-Brunnen vorgenommen worden.
Bis zum heutigen Tag wird in Bad Berka der Trink- und Badekurbetrieb ermöglicht.

## Bauliches
Zunächst bestand das Bad aus der 1813 gefassten Quelle, der daneben errichteten Badezelle
und einigen Räumlichkeiten für die ärztliche Untersuchung und Therapie. 1835 wurde das Stahlbadehaus – die heutige Trinkhalle erbaut.
Der heutige Pavillon über der Quelle wurde 1909 erbaut. 1950 wurde von dem in Berka lebenden Künstler Bruno Eyermann die zierliche Brunnenfigur geschaffen.